# 高麗島
高麗島（こうらいじま）とは現在の長崎県の五島列島の小値賀島の西に位置する高麗瀬にあったとされている島。かつては繁栄していたが、ある日、不心得者が石地蔵の顔を赤く塗ってしまい島が沈んだとされている。
高麗島の伝説は五島列島のうち小値賀島以外にも宇久島、久賀島、福江島などにも伝わっており、
- 高麗島から移ってきた牛の子孫は風の方向を向く
- 高麗島の海没後、島から流れ着いた経巻を寺に収めた
- 高麗島にいた悪者を寺の開祖が牡牛の応援を得て征伐した

などの話がある。
民俗学者柳田国男によれば、中国の古い説話にある「石像の顔色を塗り替えることで島が沈む話」が日本の古典に引用され、それを基礎として高麗島伝説が作られ、琵琶法師、行商人などから各地に伝播したのではないかと推測している。